# Wilhelm Wiest

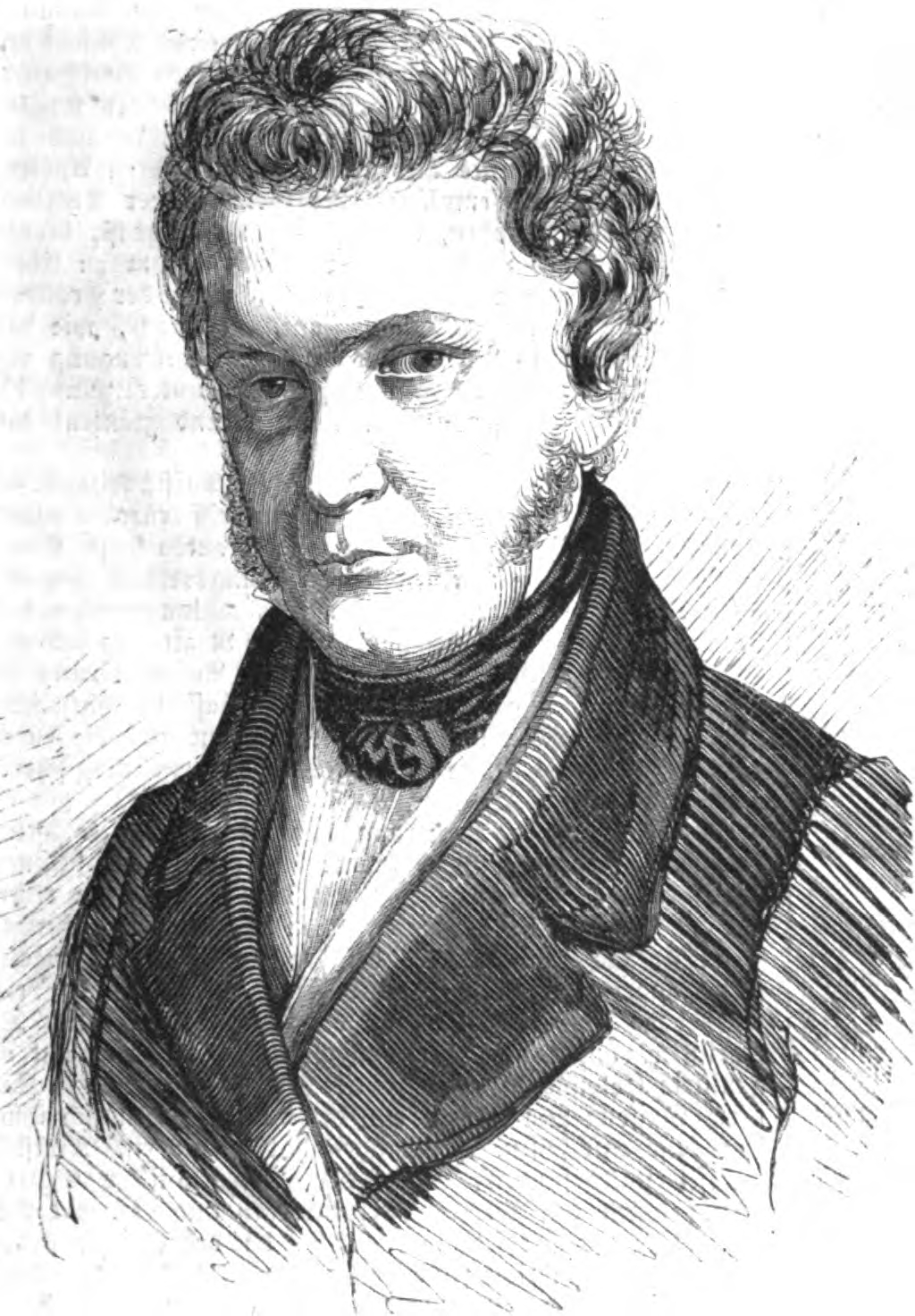
Franz Josef Wilhelm von Wiest, 1847 – Grafik von Deis

Franz Josef Wilhelm Wiest, ab 1833 von Wiest, (* 5. Oktober 1803 in Weingarten-Altdorf; † 13. Mai 1877 in Ellwangen) war ein deutscher Jurist und Politiker.

## Beruf
Er studierte Rechtswissenschaften in Tübingen und Heidelberg. Danach war er zunächst Rechtskonsulent in Ellwangen und von 1826 bis 1829 Hilfsarbeiter bei dem Gericht in Ellwangen. Bis 1833 war er Assessor und danach bis 1836 Justizrat. Danach war er bis 1852 Oberjustizrat. In den Jahren 1852 bis 1854 war er Obertribunalrat in Stuttgart. Anschließend war er bis 1870 Vorsteher des Kriminalsenats in Ellwangen.

## Politik
Er hat schon in den 1830er Jahren versucht Mitglied der württembergischen Kammer der Abgeordneten zu werden. Dies scheiterte indes an der Verweigerung des nötigen Urlaubs. Erst in den Jahren 1848 und 1849 gehörte er für das Oberamt Wangen der Kammer an. Außerdem war er zwischen dem 18. Mai 1848 und dem 30. Mai 1849 Mitglied der Frankfurter Nationalversammlung für den Bezirk Saulgau. Er war katholisch-liberal. Im Frankfurter Parlament gehörte er keiner Fraktion an und stimmte meist mit dem rechten Zentrum. Er lehnte die Wahl von Friedrich Wilhelm IV. zum Kaiser der Deutschen ab.
Wiest war Verfasser politischer und wissenschaftlicher Schriften.

## Nobilitierung
Wilhelm von Wiest erhielt 1833 das Ritterkreuz des Ordens der württembergischen Krone, welches mit dem persönlichen Adelstitel verbunden war.